# ラスパ白山

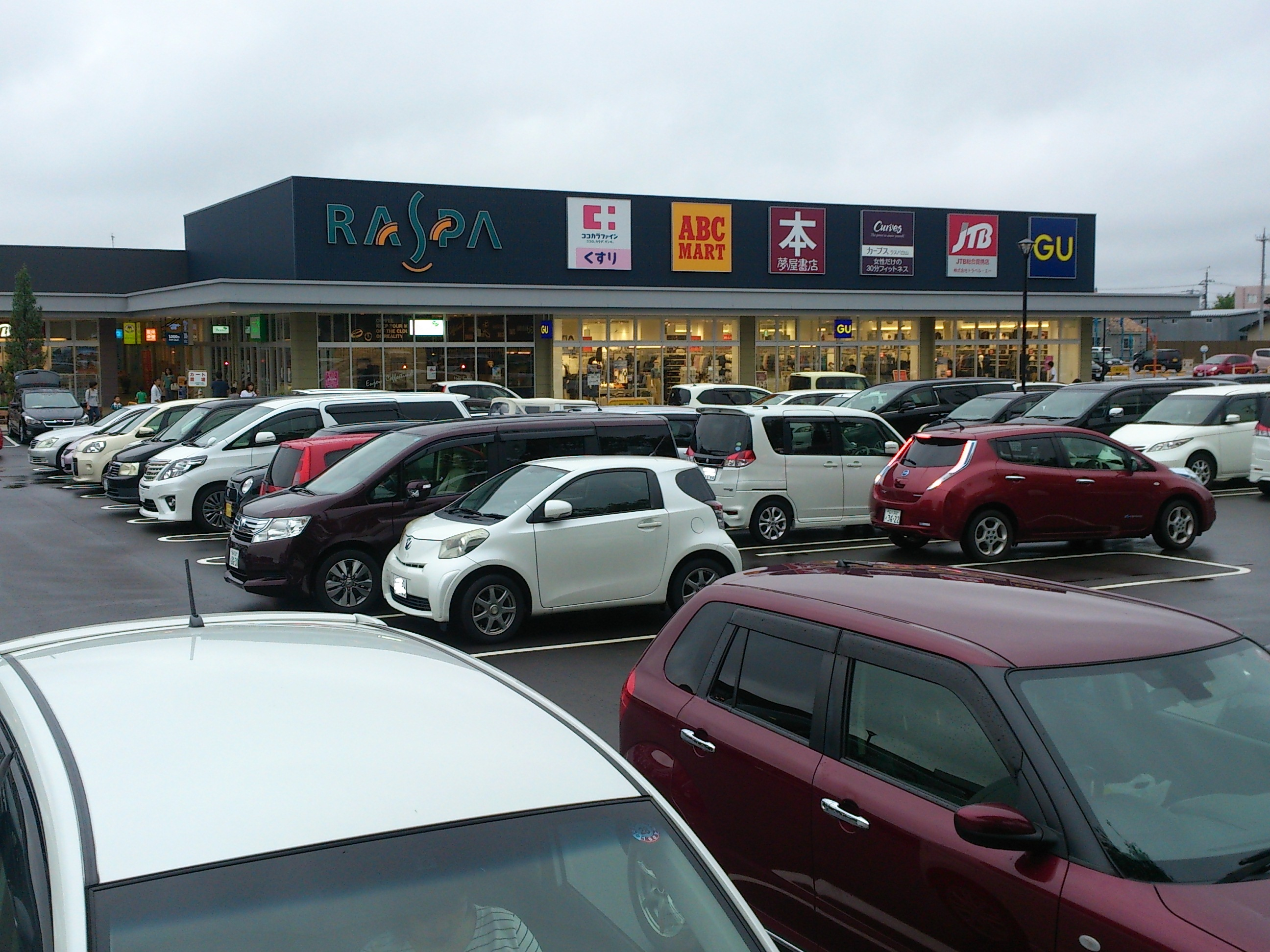
ラスパ白山店舗東側外観（A敷地）

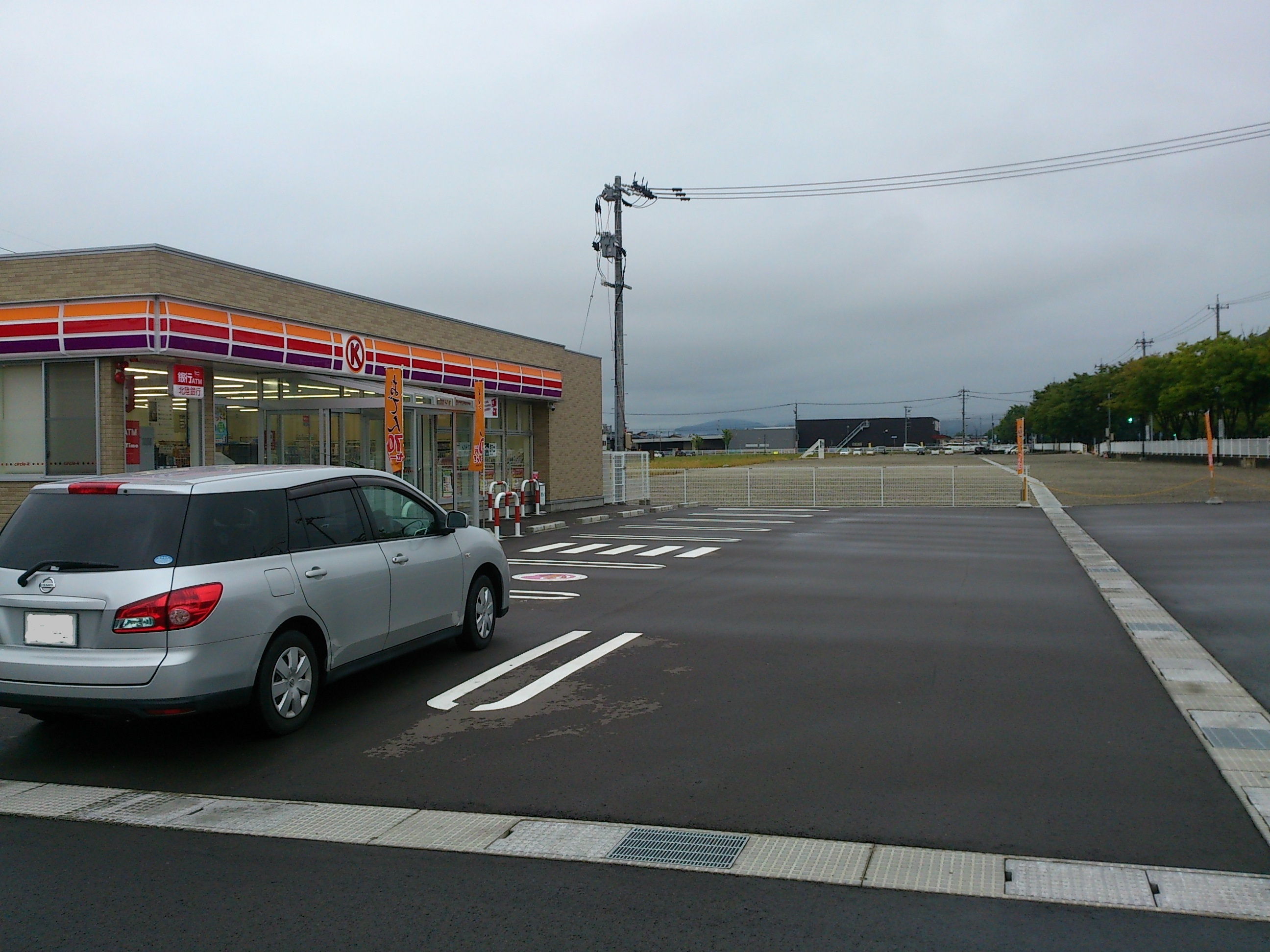
サークルK（閉店済）側からB敷地を俯瞰

ラスパ白山（ラスパはくさん、英: RASPA hakusan）は、石川県白山市倉光に所在し、ユニー株式会社が運営するミニモール型ショッピングセンターである。

## 概要
白山市の中心駅であるIRいしかわ鉄道線 松任駅の南側約1kmに位置し、市役所や松任総合運動公園、公立松任石川中央病院などが集積する、白山市の中心となる地域に建設されている。
2012年（平成24年）5月に地元との協議により出店が決まり、2014年（平成26年）初夏から熊谷組によって、「（仮称）ピアゴ白山倉光店」を核店舗として建設が進んだ。
モールコンセプトを、『毎日の快適ライフをサポート  三世代コミュニティショッピングセンター』としている。すべての建物は平屋建て。核店舗のピアゴ白山店は食料品・日用雑貨を取り扱い、衣料品や生活雑貨は扱っていない。なお、サービスカウンターには「サークルKミニSSピアゴ白山店」を設け、コンビニのサービス業務を提供していたが、現在は撤廃している。
先行開業した東側のA敷地、未開発で西側のB敷地から成り、さらにそれぞれの空いた敷地を活用して、将来的にはモールの規模拡大を予定している。なお、A敷地東端には別棟が2棟建設され、「石焼ステーキ贅石川白山店」が同年11月21日に先行開店。B敷地の大半は未舗装の臨時駐車場となっている。B敷地の西隣にはかつて「サークルK白山運動公園前店」が出店していた。
同社の既存店「アピタ松任店」とは直線距離で約1キロしか離れていないが、同業他社もひしめく激戦区にきめ細かく店舗を配置するドミナント戦略を取り、需要を取り込むことになっている。

## テナント
A敷地西側に核となるピアゴなどが入る棟があり、衣料品、シューズ、雑貨、書籍などの物販店舗や、クリーニング、携帯電話販売店、旅行代理店、子供向き学習教室などのサービス店舗のほか、当ショッピングセンターに入居しているほとんどの店舗がこの棟にある。
A敷地東側には、飲食店が入る建物が2棟ある。
B敷地西隣には以前サークルKが存在したが（現在は、フィットネスジム）、B敷地は主に当ショッピングセンターの臨時駐車場となっている。

## 交通アクセス
- 国道8号 倉光東交差点を北上。
- 北陸自動車道 白山インターチェンジが最寄り。
- IRいしかわ鉄道線「松任駅」が最寄り。